# Milano-Rapallo
La Milano-Rapallo è una corsa in linea maschile di ciclismo su strada che si svolge ogni autunno tra Milano a Rapallo, in Italia. Disputata dal 1946 con cadenza annuale, escluse alcune interruzioni di pochi anni, è aperta ai ciclisti della categoria dilettanti Elite/Under-23.

## Storia
La prima edizione della Milano-Rapallo si tenne il 15 settembre 1946 e fu istituita in onore di George (Geo) Davidson, ciclista scozzese di nascita ma rapallese di adozione (la famiglia si trasferì in Italia nel 1873). Sportivo e filantropo, dopo aver ottenuto una serie di importanti successi a livello agonistico, sia in ambito regionale, sia nazionale, tra cui la vittoria del Campionato d'Italia Centro Meridionale (1884), della Corsa Internazionale Gran Premio Duca di Genova (1885), del Campionato italiano (1886-1887) e del Campionato Ligure di Velocità (per sei anni consecutivi), Davidson ricoprì per lungo tempo l'incarico di Presidente dell'Unione Velocipedistica Italiana (U.V.I), incoraggiando in particolare il ciclismo tra i giovani. 
Nel corso del tempo, la prova è diventata uno degli appuntamenti più attesi in ambito dilettantistico, in particolar modo a livello regionale. Nella storia della corsa si sono imposti tra gli altri Adriano Zamboni (1957), Francesco Moser (1972), Giorgio Furlan (1988), Riccardo Riccò (2004), Enrico Battaglin (2010) e Giulio Ciccone (2015), tutti poi passati al professionismo e vittoriosi al Giro d'Italia. L'edizione 2016, benché inizialmente in calendario, non si è svolta per motivi economici e burocratici, proseguiti fino al 2018. Nel 2019 l'organizzazione della corsa è ripresa con la 58ª edizione, disputata il 6 ottobre; dopo altri quattro anni di pausa, il 28 settembre 2024 si è svolta la 59ª edizione.

## Percorso
La Milano-Rapallo si snoda lungo un percorso di 206 km complessivi (in deroga al regolamento internazionale che prevede il limite di 175 km per la categoria Elite/Under-23). Dal 2024 dopo la pausa imposta dalla pandemia, la corsa vede il ritrovo dei corridori ad Albairate, in provincia di Milano, per poi proseguire verso la Liguria attraversando le province di Pavia, Alessandria e Provincia di Genova. La corsa è caratterizzata da un'altimetria particolare: parte infatti dalla pianura per poi arrivare fino al Passo della Scoffera, a 674 m s.l.m., e discendere quindi attraverso la galleria di Boasi lungo la val Fontanabuona fino al traguardo volante di Chiavari; da qui, ancora salita, verso Le Grazie (185 m s.l.m.), per concludere infine al traguardo sul Lungomare Vittorio Veneto di Rapallo. Dal 2024 la corsa parte ufficialmente da Ozzero, e prevede un percorso di 193 km passando sempre dal Passo della Scoffera.

## Albo d'oro
Aggiornato all'edizione 2024.
| Anno      | Vincitore            | Secondo                  | Terzo                 |
| --------- | -------------------- | ------------------------ | --------------------- |
| 1946      | Italo De Zan         | Alfredo Pasotti          | Andrea Carrea         |
| 1947      | Umberto Drei         | Paolo Catastini          | Ettore Milano         |
| 1948      | Enzo Nannini         | Dino Rossi               | Pietro Giudici        |
| 1949      | Giuseppe Minardi     | Eraldo Gigante           | Rinlado Moresco       |
| 1950      | Mario Lorenzotti     | Tranquillo Scudellaro    | Rodolfo Falzoni       |
| 1951      | Franco Arosio        | Oliviero Ceccarelli      | Francesco Lucchesi    |
| 1952      | Emilio Ciolli        | Tito Bianchi             | Umberto Villa         |
| 1953      | Renato Ponzini       | Franco Arosio            | Bruno Maccagan        |
| 1954      | Aurelio Del Rio      | Carlo Zorzoli            | Ferdinando Brandolini |
| 1955      | Dino Bruni           | Lino Grassi              | Franco Arosio         |
| 1956      | Angelo Miserocchi    | Roberto di Credico       | Ezio Salsa            |
| 1957      | Adriano Zamboni      | Giacomo Fini             | Giuseppe Cainero      |
| 1958-1964 | non disputata        | non disputata            | non disputata         |
| 1965      | Ferruccio Manza      | Antonio Temporin         | Gaetano Biffi         |
| 1966      | Mario Bettazzoli     | Costantino Conti         | Alberto Della Torre   |
| 1967      | Angelo Corti         | Giovanni Cavalcanti      | Aldo Balasso          |
| 1968      | Franco Vanzin        | Franco Baroni            | Tommaso Giroli        |
| 1969      | Emanuele Bergamo     | Giorgio Ghezzi           | Angelo Davo           |
| 1970      | Gianni Di Lorenzo    | Francesco Livio          | Giuliano Fontana      |
| 1971      | Alfiero Di Lorenzo   | Tiziano Giacomini        | Antonio Ottaviano     |
| 1972      | Francesco Moser      | Gianbattista Baronchelli | Serge Parsani         |
| 1973      | Pietro Algeri        | Luciano Rossignoli       | Massimo Tremolada     |
| 1974      | Walter Tabai         | Carlo Zoni               | Luciano Corsi         |
| 1975      | Antonio Bonini       | Flavio Morelli           | Gabriele Porrini      |
| 1976      | Gino Lori            | Francesco Piacezzi       | Alessandro Cardelli   |
| 1977      | Sergio Santimaria    | Giorgio Casati           | Giovanni Bino         |
| 1978-80   | non disputata        | non disputata            | non disputata         |
| 1981      | Lucio Forasacco      | Enzo Serpelloni          | ?                     |
| 1982-83   | non disputata        | non disputata            | non disputata         |
| 1984      | Ivo Gobbi            | Camillo Passera          | Elio Fasola           |
| 1985      | Marco Saligari       | Enrico Pezzetti          | Claudio Brandini      |
| 1986      | Stefano Breme        | Luca Rigamonti           | Mario Scirea          |
| 1987      | Daniele Piccini      | Paolo Ricciuti           | Ettore Pastorelli     |
| 1988      | Giorgio Furlan       | ?                        | ?                     |
| 1989      | Stefano Cattai       | Dario Bottaro            | Paolo Lanfranchi      |
| 1990      | Enrico Cecchetto     | Francesco Frattini       | William Chiementin    |
| 1991      | Francesco Frattini   | Maxim Ratnikov           | Gabriele Rampollo     |
| 1992      | Alessandro Baronti   | Enrico Bonetti           | Paolo Fornaciari      |
| 1993      | Gabriele Colombo     | Marco Villa              | Andrea Paluan         |
| 1994      | Claudio Ainardi      | Ivano Zuccotti           | Emanuele Lupi         |
| 1995      | Daniele De Paoli     | Alessandro Pozzi         | Marco Velo            |
| 1996      | Cristiano Andreani   | Simone Mori              | Gino Paolini          |
| 1997      | Cristian Auriemma    | Fabio Carlino            | Marco Giroletti       |
| 1998      | Alessandro Guerra    | Massimo Cigana           | Serguei Baradoulin    |
| 1999      | Thomas Pezzoli       | Luigi Giambelli          | Dmitri Dementiev      |
| 2000      | Luca De Angeli       | Dmitri Gaynitdinov       | Luca Barattero        |
| 2001      | Borys Gapych         | Fabio Quercioli          | Cristian Tosoni       |
| 2002      | Aliaksandr Kuchynski | Simon Gerrans            | Davide Silvestri      |
| 2003      | non disputata        | non disputata            | non disputata         |
| 2004      | Riccardo Riccò       | Denis Shkarpeta          | Alessio Signego       |
| 2005      | Daniele Callegarin   | Aleksandr Efimkin        | Francesco Tizza       |
| 2006      | Julien Antomarchi    | Enrico Rossi             | Marco Giani           |
| 2007      | Marco Cattaneo       | Pierpaolo De Negri       | Manuele Caddeo        |
| 2008      | Vitaliy Buts         | Giovanni Carini          | Luca Benedetti        |
| 2009      | Leigh Howard         | Federico Rocchetti       | Gabriele Graziani     |
| 2010      | Enrico Battaglin     | Kristian Sbaragli        | Alfio Locatelli       |
| 2011      | Luigi Miletta        | Luca Santimaria          | Riccardo Pichetta     |
| 2012      | Carmelo Pantò        | Luca Chirico             | Marco Tizza           |
| 2013      | Iuri Filosi          | Luca Benedetti           | Alessio Taliani       |
| 2014      | Luca Sterbini        | Alfio Locatelli          | Stefano Perego        |
| 2015      | Giulio Ciccone       | Elia Zanon               | Marco Tizza           |
| 2016-2018 | non disputata        | non disputata            | non disputata         |
| 2019      | Filippo Fiorelli     | Marco Murgano            | Santiago Buitrago     |
| 2020-2023 | non disputata        | non disputata            | non disputata         |
| 2024      | George Wood          | Lorenzo Nespoli          | Matteo Ambrosini      |